# Korrektur nach Unten
Korrektur nach Unten & die Notwendigkeit einer Übersetzung ist das zweite Studioalbum des Hamburger Elektro-Projekts Bratze, das im März 2010 bei Audiolith Records erschienen ist.

## Entstehung
Nach ihrem Debütalbum Kraft widmeten sich Kevin Hamann und Norman Kolodziej zunächst wieder ihren Soloprojekten. Hamann veröffentlichte 2009 als ClickClickDecker das Album Den Umständen Entsprechend, Kolodziej als Der Tante Renate das Album Splitter.
Korrektur nach Unten entstand bei Kolodziej zu Hause, beide Künstler arbeiteten häufiger als beim Vorgänger direkt zusammen. Laut Hamann sind die Texte direkter und bewusster formuliert als auf Kraft, auch wenn sie dem Hörer immer noch Platz zur Interpretation lassen sollen.
Bereits im Voraus wurde die Single „Ohne das ist es nur noch laut“ veröffentlicht, zu der auch ein Musikvideo gedreht wurde.

## Titelliste
1. „Die auswendigen Muster“ – 3:02
2. „Menschen im Minus“ – 3:59
3. „Ohne das ist es nur noch laut“ – 3:19
4. „Ich und die Geister“ – 3:53
5. „Trapez“ – 3:58
6. „Mnchn, schon wieder dunkel“ – 4:46
7. „Dazu kann man gut klatschen“ – 3:49
8. „Pelikan“ – 5:51
9. „Das einfache Fluten“ – 3:09
10. „Molfsee“ – 4:12

## Themen
Übergreifendes Thema des Albums ist Kritik sowohl an der Gesellschaft als auch dem Einzelnen. Kevin Hamann sagte dazu in einem Interview: „Man sollte erst mal vor seiner eigenen Haustür kehren, das weiß jeder von uns am besten, bevor man das große Ganze irgendwie in Frage stellt.“
So beschäftigt sich der Song „Das einfache Fluten“ mit dem Einfluss, den Soziale Netzwerke wie Facebook und StudiVZ haben, verbunden mit der Aufforderung, sich diesem Einfluss zu entziehen.
In „Trapez“ setzt sich Hamann mit Gentrifizierung auseinander. Der Titel entstand bereits im Sommer 2009, bevor die Debatte im Herbst in seiner Heimatstadt Hamburg an Bedeutung gewann. In einem Interview sprach sich Hamann gegen eine Instrumentalisierung des Songs in der Diskussion um das Gängeviertel aus. Das Thema sei zwar sehr wichtig, Bratze wolle sich jedoch „niemals über einen Song politisch positioniert wissen“.

## Rezeption
Für Motor.de schrieb Florian Kroha, auf Korrektur nach Unten gelinge es Kevin Hamann, durch einen „Dschungel der Aphorismen  [...] glasklare Gesellschaftskritik“ zu üben. Musikalisch setze das Duo weniger auf „poppige [...] Hooks“, stattdessen dominiere eine „offensive Form treibenden Elektropunks.“ Trotz der in den Texten behandelten Probleme könne man zu der Platte „gut gelaunt [...] tanzen.“
Das Album konnte sich, ebenso wie der Vorgänger Kraft, nicht in den deutschen Albumcharts platzieren.